# Elizabeth Duval
Elizabeth Duval (nasceu em 25 de agosto de 2000) é uma romancista, poetisa, filósofa, filóloga, crítica e ativista dos direitos trans espanhola. Ela atualmente é secretária de comunicação da aliança eleitoral Sumar .

## Biografia
Duval nasceu em Alcalá de Henares e posteriormente passou se mudou para Plasencia, onde residiu durante seis anos de sua infância. Ela obteve uma licenciatura em filosofia pela Universidade Paris 1 Panthéon-Sorbonne e um diploma em filologia francesa pela Université Sorbonne Nouvelle.
Ela foi uma defensora ferrenha da reforma da Ley Trans, uma lei de 2023 que permite a autoidentificação de gênero na Espanha. Em 2017, apareceu na capa da revista, entrevistado ao lado de Valeria Vegas em um relatório intitulado El futuro es trans (O futuro é trans). Em 2021, recebeu o Prêmio ICON de Agitação Cultural da revista de moda El País. Em 2022, apresentou o podcast de entrevistas La noria para a plataforma Podimo.
Duval chefiou o secretariado para a igualdade do Sindicato dos Jornalistas de Madrid de maio de 2023 até sua demissão em julho, quando foi nomeada porta-voz para o feminismo, a igualdade e as liberdades LGBTIQ+ da campanha da coligação de esquerda Sumar para as eleições gerais. Em 2024, foi a sétima candidata de Yolanda Díaz para o Grupo de Coordenação Sumar, quando foi eleita.
Elizabeth tem contribuído regularmente para o programa RTVE Gen Playz e de LaSexta., tendo participado, ainda, de outros programas políticos atuais como  es, além de escrever para meios de comunicação como Público, El País e CTXT .

## Trabalho

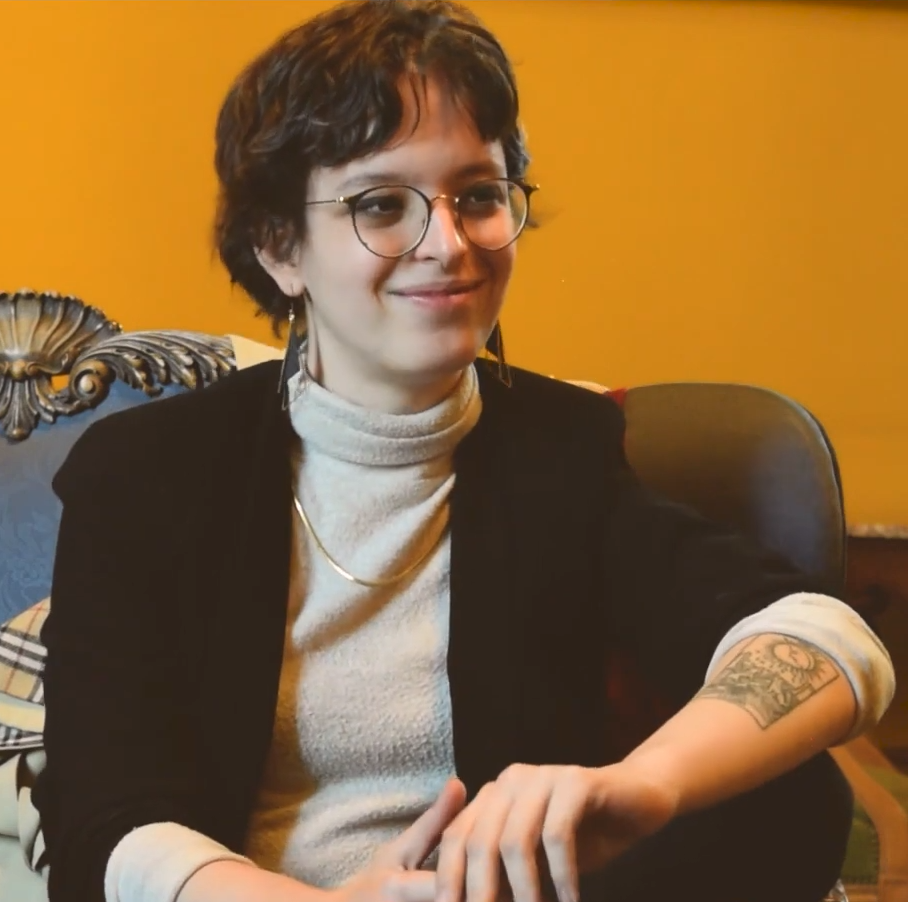
Em uma entrevista de 2021

Duval começou a publicar em 2018, na antologia Cuadernos de Medusa, da editora Amor de Madre. Depois, em 2019, ela participou de uma antologia de histórias narrativas queer intitulada Asalto a Oz (Assalto a Oz). A primeira coleção de poemas publicada por ela, intitulada Excepción, e seu primeiro romance, Reina, foram publicados em fevereiro e março de 2020.
Em 2021, ela publicou Después de lo trans (Depois do Trans), um ensaio sobre a transexualidade a partir de uma perspectiva que vai além do ativismo do movimento trans em direção a outros pontos de vista críticos e políticos.
Seu trabalho foi traduzido para o inglês e o alemão, com veículos como o Frankfurter Allgemeine Zeitung e o Die Tageszeitung chamando Después de lo trans de "um texto fundamental para toda teoria trans futura" e "um exemplo de pensamento independente". O Irish Times incluiu Madrid será la tumba (Madrid será o túmulo deles) em sua lista dos melhores romances de ficção estrangeira de 2023.

### Livros publicados
- Exceção, Letraversal, 2020
- Rainha, Caballo de Troya, 2020
- Depois da tradução. Sexo e gênero entre a izquierda e o identitário , La Caja Books, 2021
  - Tradução alemã: Nach Trans. Sexo, gênero e linke, Wagenbach Verlag, 2023
- Madrid será la tumba, Lengua de trapo, 2021
  - Madrid será seutml, Fum d'Estampa Press, 2023
- Melancolía, Planeta, 2023
- Poserótica, Letraversal, 2023[21]